# Конституція Фінляндії
Конституція Фінляндії (фін. Suomen perustuslaki та швед. Finlands grundlag) — основний закон Фінляндії. Конституція визначає правову основу, структуру та організацію уряду Фінляндії, взаємини між різними конституційними органами, а також визначає фундаментальні права громадян Фінляндії та права людини загалом. Перший Конституційний закон був прийнятий у 1919 році, незабаром після проголошення Фінляндією незалежності в 1917 році. Поточна версія Конституції набрала чинності 1 березня 2000 року.

## Історія
Поточні конституційні положення Фінляндії зібрані в одному документі: Конституції Фінляндії (731/1999).
Перед закріпленням Конституції конституційні положення Фінляндії містилися в чотирьох окремих статутах, усі з яких мали конституційний статус: Конституційний закон 1919 (фін. Suomen hallitusmuoto), Парламентський закон 1928 (фін. valtiopäiväjärjestys), Закон про відповідальність міністрів of 1922 (фін. laki eduskunnan oikeudesta tarkastaa valtioneuvoston jäsenten ja oikeuskanslerin sekä eduskunnan oikeusasiamiehen virkatointen lainmukaisuutta, коротка назва ministerivastuulaki) та Закон про Високий суд імпічменту 1922 (фін. laki valtakunnanoikeudesta). Із прийняттям поточної Конституції усі ці статути були об'єднані в один конституційний документ і були скасовані із його прийняттям.
Фундаментальні принципи Конституційного закону 1919 року та Парламентського закону 1906 року, який був доповнений у 1928 році, залишилися незмінними протягом перших п'ятдесяти років незалежності Фінляндії; в країні не існували потреби у внесенні змін до Конституційного закону. Однак це не заважало Конституції адаптуватися до вимог часу. Гнучкість Конституції Фінляндії завдячувала використанню «законів про винятки», які є визначальною рисою фінської системи уряду: замість доповнення чи зміни Конституції можна прийняти закон, який надає ad hoc виняток у застосуванні Конституції. Такі закони не стають частиною Конституції і тому можуть бути скасовані, як звичайні закони. У минулому вони використовувалися доволі часто, що у певний момент стало негативним фактором для поваги до Конституції; сьогодні їхнє використання значно більш обмежене.
Перша велика конституційна реформа відбулася в 1983 році, коли було переписано багато важливих положень щодо парламентських процедур; ці зміни здебільшого стосувалися Парламентського закону. Однак наймасштабніша та найбільша реформа відбулася в 1987 році, коли до Конституції були додані положення щодо проведення консультатативних референдумів. Непряма форма обрання Президента республіки через колегію виборників була замінена поєднанням роботи колегії виборників та прямих виборів. Тоді ж положення, які регулювали відкладання прийняття звичайних законів, були змінені через скорочення періоду, на який можна було відкласти закон.

## Основні положення

### Структура
Офіційний текст Конституції Фінляндії складається із 131 статей, які поділені в 13 розділів:
1. Фундаментальні положення
2. Базові права і свободи
3. Парламент і представники
4. Діяльність парламенту
5. Президент Республіки та Уряд
6. Законодавство
7. Державний бюджет
8. Міжнародні відносини
9. Здійснення правосуддя
10. Нагляд за дотриманням законності
11. Адміністрація і самоуправління
12. Національна оборона
13. Прикінцеві положення

### Фундаментальні положення та базові права
Перший розділ, який присвячений фундаментальним положенням, наголошує на підтвердженні статусу Фінляндії як суверенної республіки, непорушності людської гідності та прав людини, а також на суверенності фінського народу. Він також закріплює принцип представницької демократії та роль Парламенту як найвищого органу уряду. Також він наголошує на розподілі державної влади, незалежності судів та принципі парламентської демократії. Положення щодо конституційних прав значною мірою збігаються з Європейською конвенцією з прав людини, включаючи освітні, соціальні та економічні права разом із політичними свободами. Зобов'язання Фінляндії у сфері міжнародних прав людини визнаються найвищою ланкою законодавчих норм, навіть вищою за саму конституцію.

## Положення щодо органів влади
Конституція встановлює уряд згідно зі змішаною («напівпрезидентською») системою. Така система забезпечує наявність сильного Президента Республіки, який обирається на прямих виборах; прем'єр-міністра, який разом з іншими міністрами формує Уряд (розділ 5); а також Парламенту Фінляндії (розділ 3). Конституція також встановлює незалежну систему судоустрою та дві системи судів: загальну та адміністративну.

#### Парламент
Однією з ключових цілей конституційної реформи був рух в сторону парламентської системи уряду в Фінляндії. Згідно з цим принципом, нова Конституція посилює позицію Парламенту як найвищого органу уряду і полегшує його роботу. У той же час, положення нової Конституції щодо організації та процедур роботи Парламенту не зазнали фундаментальних змін.

### Президент Республіки та Уряд
Ключові зміни у новій Конституції стосуються конституційної регуляції прийняття рішень Президентом Республіки та формування Уряду. Процес прийняття рішень Президентом є більш урегульованим, тоді як Уряд, який відповідає перед Парламентом і залежить від довіри Парламенту, грає більшу роль у рийнятті рішень Президентом. Найважливішою зміною була передача права фінального рішення у внесенні та відкликанні урядових законів від Президента Республіки до Уряду, включно із законами у сфері закордонниї справ.
Що стосується формування Уряду, положення нової конституції передають право призначення Прем'єр-міністра від Президента до Парламенту. Таким чином, нова Конституція ознаменувала собою відхід від провідної ролі у формування Уряду. Сьогодні Президент грає важливу роль лише в тому випадку, якщо парламентські групи не можуть досягти згоди між собою щодо програми Уряду та щодо кандидата на пост Прем'єр-міністра.